# ベイリス効果
ベイリス効果（ - こうか、Bayliss effect）は、1902年にイギリスの生理学者ウィリアム・ベイリス(William Bayliss)によって発見された学説である。平滑筋が急に伸展すると収縮する反応に転じることを示す。

## 作用
筋原説に基づく血管平滑筋独自の反応で、外部からの神経、体液性因子の影響をまったく受けず、血管の弾性により灌流圧が上昇することで血管が収縮し、下降することで血管が拡張する。これにより血液を必要なところに配当し、組織血液量を一定に保持する。